# Панова, Вера Фёдоровна
Ве́ра Фёдоровна Пано́ва (7 (20) марта 1905, Нахичевань-на-Дону — 3 марта 1973, Ленинград) — русская советская писательница и драматург. Лауреат трёх Сталинских премий (1947, 1948, 1950).

## Биография
Родилась 7 [20] марта 1905 года в Нахичевани-на-Дону (ныне Пролетарский район Ростова-на-Дону). Отец будущей писательницы — Фёдор Иванович Панов — происходил из ростовской купеческой семьи Грибановых. Его дед — Илья Михайлович — бывший крепостной Московской губернии, в 1861 году получив вольную и перебравшись в Ростов-на-Дону, стал трудиться краснодеревщиком. Позднее он открыл на взятый в Москве кредит оказавшийся весьма прибыльным мебельный магазин и, вступив в купеческую гильдию, постепенно разбогател. Дочь Сашеньку Грибанов выдал за своего первого помощника, старшего приказчика Ивана Михайловича Панова. В браке родилось две дочери и три сына, которым казалось бы обеспечено безбедное существование, однако после смерти родителей Александра Ильинична прогнала мужа и промотала внушительное состояние за три года, в результате чего сыновьям, в том числе старшему (отцу Веры), к тому времени окончившему Московскую академию коммерческих наук, практически ничего не досталось и собственную семью тому пришлось обеспечивать уже самостоятельно (работая бухгалтером в ростовском банке Общества взаимного кредита). Поправить дела родственники надеялись за счёт выгодной партии, однако Фёдор предпочёл брак по любви, женившись на дочери рано овдовевшей учительницы музыки. 
В мае 1910 года в день своего 30-летия глава семейства утонул в реке Дон на глазах жены и та, оставшись одна с пятилетней дочерью и годовалым сыном Лёней, вынуждена была полагаться лишь на свои силы. Её жалованья служащей конторы аптекарской фирмы «Лемке и компания» едва хватало на самое скромное житьё и небольшой финансовой помощью являлась пенсия, которую банк должен был платить до совершеннолетия младшего брата Веры.
В августе 1915 года, ранее позанимавшись с двумя педагогами на дому и выдержав экзамен, девочка поступила в частную женскую гимназию С. Я. Любимовой, обучение в которой взялись оплачивать братья отца. По окончании двух классов из гимназии она ушла (к концу 1917 года та закрылась), после чего активно занималась самообразованием, пробовала себя в поэзии, а в 14 лет некоторое время уже подрабатывала, сама подготавливая детей к школе.
В 1922 году ранее живший по соседству и первым заметившим тягу Веры к творчеству Владимир Филов пригласил её в штат газеты «Трудовой Дон» (которую возглавил его брат Виктор) — на должность помощницы районного организатора рабкоров Нахичеванского района. При этом он сразу же предложив последовать своему примеру и отказаться от «обывательской» фамилии, взяв псевдоним. 17-летняя девушка остановилась на варианте Вельтман, под которым работала в журналистике и короткой прозе для детей до середины 1930-х. В дальнейшем писала фельетоны для газеты «Советский юг», а с 1 июля 1924 года и более 10 лет работала секретарём редакции детской газеты «Ленинские внучата».
Весной 1925 года Панова вышла замуж за молодого поэта Арсения Старосельского; в браке с ним, который продлился три года, родилась дочь Наташа. В феврале-марте 1928 года Вера перенесла перитонит (спасшую её жизнь операцию делал профессор Н. А. Богораз). 
В 1929 году вышла замуж за журналиста Бориса Вахтина. 28 мая 1930 года от воспаления лёгких умер её брат Леонид, а через полгода родился сын Боря. Летом 1931 вся семья впервые побывала в селе Шишаки Полтавской области, где у своей подруги гостила мать мужа; зиму супруги провели в Москве (Вахтин временно работал в многотиражке завода «Электропровод»), а в ноябре 1932 года на свет появился их младший сын Юра. В августе 1933 года, будучи в отпуске, впервые посетила Ленинград, где в доме на улице Литераторов жила её свекровь.
В декабре 1934 года на волне репрессий из-за убийства С. М. Кирова Бориса Вахтина обвинили в том, что при проверке партдокументов он скрыл свою причастность к троцкизму, за что его сначала уволили с должности секретаря в газете «Молот», а затем исключили из ВКП(б). 6 февраля 1935 года работы в газете «Ленинские внучата» лишилась Панова, а в ночь на 12 февраля после проведённого в доме обыска арестовали её мужа (26 июня был приговорён к 5 годам лагерей за «активное участие в контрреволюционной группе»). В конце года смогла устроиться корректором в многотиражку завода «Ростсельмаш», но в начале лета 1936 года вновь осталась безработной и ей вновь, как два десятилетия назад, пришлось зарабатывать репетиторством. В сентябре того же года съездила в Кемь на свидание с мужем, отбывавшим срок в Соловецком лагере (встреча оказалась последней — Бориса расстреляли по новому приговору 15 марта 1938 года). В начале лета 1937 года вынуждена была с детьми и матерью переехать из Ростова-на-Дону в Шишаки (по версии из воспоминаний Пановой для выздоровления сыну Боре был необходим сельский климат). 
Почувствовав вновь тягу к сочинительству, в 1938 году Панова написала трагедию в стихах под названием «Мерсе́дес» (на тему широко обсуждаемой тогда в советской прессе Гражданской войны в Испании), рукопись которой отправила в Москву на имя Сталина. Через некоторое время пришёл ответ от писательницы А. Я. Бруштейн, которая раскритиковав произведение за подражательность и напыщенность, отметила при этом литературные способности автора и пригласила при случае познакомиться лично. Летом 1939 года, обратив внимание на размещённое в харьковской газете «Комунiст» объявление о конкурсе на лучшую пьесу для колхозного театра, Вера приступила к созданию своего первого драматургического опыта («Илья Косогор»), дописывать который решила ехать в Ленинград, куда их общую дочь позвал Старосельский. Пожив у родной тёти и отправив завершённую пьесу на конкурс, Панова в сентябре отправилась в столицу, где её приютила старинная приятельница свекрови Л. Е. Бовэ; там начинает собирать материал для пьесы о старой Москве, что планирует уже для всесоюзного конкурса, и наконец знакомится с Александрой Бруштейн, в которой находит друга и советчика. Так по её предложению Вера срочно пишет сценарий для новогодних утренников по линии ВЦСПС, за который получила гонорар в 4 тысячи рублей. К Всероссийскому конкурсу 1940 года написала пьесу «Старая Москва» (опубликована под названием «В старой Москве»), за которую Панова вновь удостоилась премии, разделив её с авторами двух других пьес. «Старую Москву» захотели одновременно ставить два театра в Москве и Ленинграде. Имя Пановой попало в поле зрения литературного начальства, пригласившего её поработать для столичных театров. Однако как жене «врага народа» ей было запрещено жить в столицах. Потому знакомые помогли перебраться Вере с дочерью в город Пушкин (бывшее Царское Село) под Ленинградом.
Начавшаяся летом 1941 года война с Германией застала Панову с дочерью в Пушкине, и до прихода немцев эвакуироваться она не успела. С тяжкими бедствиями вместе с дочерью смогла выехать в Шишаки к сыновьям. В конце 1943 года по вызову бывшего мужа ей с семьёй удалось из Полтавской области эвакуироваться в Молотов. По заданию редакции два месяца провела в качестве корреспондента на санитарном поезде.
Получила известность в послевоенные годы как официально признанная писательница. На собрании литераторов, где подвергся травле Борис Пастернак за публикацию романа «Доктор Живаго», выступила с речью, осуждающей поэта как провокатора.
В 1960-х годах литературным секретарём Пановой в Ленинграде был живший с ней в одном доме Сергей Довлатов, который неоднократно с симпатией упоминает её в своих произведениях. С экранизации повести Пановой «Серёжа» началась режиссёрская карьера Г. Н. Данелии, причём молодого выпускника режиссёрских курсов Панова предпочла опытным постановщикам с «Ленфильма».
Во время уголовного преследования И. А. Бродского муж и сын Пановой были среди его основных защитников.
Умерла 3 марта 1973 года в Ленинграде. 
Как православную её отпели в Никольском морском соборе. 
Похоронена на кладбище в Комарово.

## Семья
- Первый муж — журналист Арсений Владимирович Старосельский (1904—1953), автор слов песни «Надену я чёрную шляпу, Поеду я в город Анапу»[22].
  - дочь Наталья Арсеньевна Озернова-Панова (1926 — 2008), редактор и один из авторов воспоминаний о Вере Пановой[23], упомянута в работах о Вере Пановой[24][25]
- Второй муж — журналист Борис Борисович Вахтин (1907—1938), секретарь редакции газеты «Молот», репрессирован, расстрелян.
  - сын — писатель-диссидент, переводчик, синолог Борис Борисович Вахтин (1930—1981).
    - внук - лингвист Николай Борисович Вахтин (род. 1950)

  - сын — учёный-генетик Юрий Борисович Вахтин (1932—2006).
- Третий муж — писатель Давид Яковлевич Дар (1910—1980) (В 1977 году эмигрировал в Израиль).

## Награды и премии
- 1947 — Сталинская премия первой степени — за роман «Спутники» (1946)
- 1948 — Сталинская премия второй степени — за роман «Кружилиха» (1947)[26]
- 1950 — Сталинская премия третьей степени — за повесть «Ясный берег» (1949)
- 1965 — орден Трудового Красного Знамени

## Памятники
Памятник на могиле является культурно-историческим наследием федерального уровня охраны.
- Памятник Комаровского Некрополя
- Мемориальная доска в Санкт-Петербурге, Марсово поле, д. 7 («Дом Адамини»)

### Романы
- 1944 — «Евдокия (Семья Пирожковых)».
- 1946 — «Спутники».
- 1959 — «Евдокия (Семья Пирожковых)» (вторая редакция).
- 1947 — «Кружилиха (Люди добрые)».
- 1953 — «Времена года. Из летописей города Энска».
- 1956 — «Времена года. Из летописей города Энска» (вторая редакция).
- 1958 — «Сентиментальный роман».
- 1962 — «Который час? Сон в зимнюю ночь». Роман-сказка (опубликован в 1981).

### Повести
- 1949 — «Ясный берег».
- 1955 — «Серёжа».
- 1964 — «Рабочий посёлок».
- 1964 — «Рано утром».
- 1965 — «Саша».
- 1965 — «Конспект романа».

### Рассказы
- 1959 — «Валя».
- 1959 — «Володя».
- 1961 — «Трое мальчишек у ворот».
- 1962 — «Листок с подписью Ленина».
- 1962 — «Мальчик и девочка». Кинорассказ.
- 1965 — «Сёстры».
- 1972 — «Про Митю и Настю».
- 1973 — «Сергей Иванович и Таня». Быль.

### Драматургия
- 1939 — «Илья Косогор» (опубликована в 1958)
- 1940 — «В старой Москве. Картины» (опубликована в 1957).
- 1942 — «Метелица» («Военнопленные») (опубликована в 1957).
- 1944 — «Девочки» (опубликована в 1947).
- 1945 — «Бессонница» (опубликована в 1985).
- 1961 — «Проводы белых ночей».
- 1962 — «Как поживаешь, парень?» Литературный сценарий.
- 1966 — «Сколько лет, сколько зим…»
- 1967 — «Ещё не вечер».
- 1967 — «Надежда Милованова» («Верность»; «Поговорим о странностях любви…»).
- 1968 — «Тредьяковский и Волынский». Историческая драма.
- 1973 — «Свадьба как свадьба».

### Историческая эссеистика
- 1966 — «Лики на заре. Исторические повести».
- «Сказание об Ольге».
- «Сказание о Феодосии».
- «Феодорец Белый Клобучок».
- «Кто умирает».
- 1969 — «Смута. Мозаики» (полностью опубликованы в 1976).
- «Голод».
- «Болотников. Каравай на столе».
- «Чёрный день Василия Шуйского».
- «Марина. Кому наибольший кусок».
- «Гибель династии».
- 1970 — «Жизнь Мухаммеда» (совместно с Ю. Вахтиным; опубликована в 1990).

### Автобиографическая эссеистика
- 1952 — «Заметки прозаика».
- 1960—1961 — «Из американских встреч» (полностью опубликовано в 1964).
- 1971 — «Из запасников памяти» (Заметки литератора).
- 1972 — «Из письма»…
- 1973 — «Моё и только моё. О моей жизни, книгах и читателях» (полностью опубликовано в 1989).

### Издание сборников
- Собрание сочинений в пяти томах. — Л., 1969—1970.
- Избранные произведения в двух томах. — М., 1980.
- Собрание сочинений в пяти томах. — М., 1987—1989.

## Экранизации
| Год  | Фильм                               | Режиссёр(ы)                      | По произведению                     |
| ---- | ----------------------------------- | -------------------------------- | ----------------------------------- |
| 1960 | Серёжа                              | Георгий Данелия и Игорь Таланкин | повесть «Серёжа»                    |
| 1961 | Евдокия                             | Татьяна Лиознова                 | повесть «Евдокия»                   |
| 1961 | Високосный год                      | Анатолий Эфрос                   | роман «Времена года»                |
| 1962 | Вступление                          | Игорь Таланкин                   | рассказы «Валя» и «Володя»          |
| 1964 | Поезд милосердия                    | Искандер Хамраев                 | роман «Спутники»                    |
| 1965 | Рабочий посёлок                     | Владимир Венгеров                | повесть «Рабочий посёлок»           |
| 1965 | Рано утром                          | Татьяна Лиознова                 | По одноимённой повести              |
| 1966 | Мальчик и девочка                   | Юлий Файт                        | По одноимённому рассказу            |
| 1967 | Четыре страницы одной молодой жизни | Резо Эсадзе                      | повесть «Саша»                      |
| 1969 | Проводы белых ночей                 | Юлиан Панич                      | По одноимённой пьесе                |
| 1974 | Свадьба как свадьба (телеспектакль) | Юрий Сергеев                     | Сценарист                           |
| 1975 | На всю оставшуюся жизнь             | Пётр Фоменко                     | роман «Спутники»                    |
| 1975 | Вылет задерживается                 | Леонид Марягин                   | повесть «Сколько лет, сколько зим…» |
| 1976 | Сентиментальный роман               | Игорь Масленников                | «Сентиментальный роман»             |
| 2015 | Спутники                            | Иван Шурховецкий                 | По одноимённому роману              |